# Divisione di Nagpur
La divisione di Nagpur è una divisione dello stato federato indiano di Maharashtra, di 10 665 939 abitanti. Il suo capoluogo è Nagpur.
La divisione di Nagpur comprende i distretti di Bhandara, Chandrapur, Gadchiroli, Gondia, Nagpur, Wardha.